# Мовчанівка (Бердичівський район)
Мовча́нівка — село в Україні, у Ружинській селищній громаді Бердичівського району Житомирської області. Населення становить 1259 осіб.

## Географія
Селом протікає струмок Безіменний.

## Історія
1744 року у селі було закладено першу Димитрівську церкву, закінчену після 1746 року. Ця церква проіснувала до 1822 року, доки не була замінена новою. Друга церква була замінена ще новішою 1907 року. Ця церква була зруйнована у радянський час.
На 1900 рік село входило до складу Ружинської волості Сквирського повіту. Тут проживало 2638 мешканців, було 204 двори. Село належало княгині Ользі Огінській. У селі існувала школа грамоти.
Після 1923 року село входило до складу Ружинського району відповідно Бердичівської округи, Київської області (1932—1937) та Житомирської області (з 1937 року і дотепер).
«Історія міст і сіл УРСР» містить таку інформацію про Мовчанівку (дані 1973 року) — населення становило 1779 осіб, було 518 дворів. У селі розміщувалася центральна садиба колгоспу ім. Постишева зерново-бурякового напряму. Працювали середня школа, будинок культури, бібліотека, медпункт, ясла та 3 крамниці. 1961 року у селі було встановлено пам'ятник 146 загиблим воїнам-односельцям, а 1965 року — обеліск слави на честь воїнів-визволителів села.
Колишній орган місцевого самоврядування — Мовчанівська сільська рада.

## Населення

### Мова
Розподіл населення за рідною мовою за даними перепису 2001 року:
| Мова       | Кількість | Відсоток |
| ---------- | --------- | -------- |
| українська | 1249      | 99.21 %  |
| російська  | 10        | 0.71 %   |
| Усього     | 1259      | 100 %    |

## Відомі люди
- Цибора Віталій Вікторович (1993—2014) — Герой України, який загинув у війні на Сході України.